# مگان گیل
مگان گیل (انگلیسی: Megan Gale؛ زادهٔ ۷ اوت ۱۹۷۵) یک مانکن (فرد)، و هنرپیشه اهل استرالیا است.

## فیلموگرافی
| سال  | نام                  | نقش        |
| ---- | -------------------- | ---------- |
| ۲۰۰۰ | محافظ بدن            |            |
| ۲۰۰۵ | نهان                 | دکتر اربیت |
| ۲۰۱۴ | آب‌شناس               | فاطما      |
| ۲۰۱۵ | مکس دیوانه: جاده خشم | Valkyrie   |